# Венская битва (1683)
Ве́нская би́тва произошла у горы Каленберг 12 сентября 1683 года после двухмесячной осады Вены, столицы Австрии, войском Османской империи. Победа войск христианских государств, защищавших Вену, остановила завоевательные войны Османской империи на европейской земле, а Австрия на десятилетия стала самой мощной державой Центральной Европы.
В крупномасштабном сражении победили войска Короны Речи Посполитой под командованием Яна III Собеского, короля Польского и Великого князя Литовского. Войсками Османской империи командовал Кара-Мустафа, великий визирь Мехмеда IV.
Битва под Веной стала переломным событием в трёхвековой войне государств Центральной Европы против Османской империи. В течение последующих 16 лет австрийские войска перешли в масштабное наступление и отбили у турок значительные территории — южную Венгрию и Трансильванию.

## Предыстория
Почти всегда Османская империя стремилась захватить Вену. Будучи стратегически важным крупным городом, Вена контролировала Дунай, соединявший Чёрное море с Западной Европой, а также торговые пути из Восточного Средиземноморья в Германию. Перед тем, как начать вторую осаду австрийской столицы (первая осада была в 1529 году), Османская империя в течение нескольких лет тщательно готовилась к войне. Турки чинили дороги и мосты, ведущие к Австрии и к базам снабжения своих войск, на которые они свозили со всей страны оружие, воинское снаряжение и артиллерию.
Кроме того, Османская империя оказывала военную поддержку венграм и некатолическим религиозным меньшинствам, жившим в занятой австрийцами части Венгрии. В этой стране на протяжении многих лет росло недовольство антипротестантской политикой императора Австрии Леопольда I Габсбурга, ярого сторонника католической контрреформации. В итоге это недовольство вылилось в открытое восстание против Австрии, и в 1681 году протестанты и прочие противники Габсбургов объединились с турками. Турки же признали предводителя восставших венгров Имре Тёкёли королём Верхней Венгрии (нынешняя восточная Словакия и северо-восточная Венгрия), ранее отвоёванной им у Габсбургов. Они даже обещали венграм создать специально для них «Венское королевство», если те помогут им захватить город.
В 1681—1682 годах резко участились столкновения между силами Имре Тёкёли и австрийскими правительственными войсками. Последние вторглись в центральную часть Венгрии, что и послужило поводом к войне. Великий визирь Кара Мустафа-паша сумел убедить султана Мехмеда IV разрешить наступление на Австрию. Султан приказал визирю войти в северо-восточную часть Венгрии и осадить два замка — Дьёр и Комаром. В январе 1682 года началась мобилизация турецких войск, а 6 августа того же года Османская империя объявила Австрии войну.
В те времена возможности снабжения делали крайне рискованным любое крупномасштабное наступление. В этом случае после всего трёх месяцев боевых действий турецкой армии пришлось бы зазимовать далеко от родины, на вражеской территории. Поэтому в течение 15 месяцев, прошедших с начала мобилизации турок до их наступления, австрийцы интенсивно готовились к войне, заключали союзы с другими государствами Центральной Европы, что и сыграло решающую роль в поражении турок. Именно в эту зиму Леопольд I заключил союз с Речью Посполитой. Он обязался помочь полякам, если турки осадят Краков, а поляки, в свою очередь, обязались помочь Австрии, если турки осадят Вену.
31 марта 1683 года в Императорский Двор Габсбургов пришла нота об объявлении войны. Её послал Кара Мустафа от имени Мехмеда IV. На следующий день турецкая армия отправилась из города Эдирне в завоевательный поход. В начале мая турецкие войска прибыли в Белград, а затем пошли на Вену. 7 июля 40 000 татар стали лагерем в 40 км к востоку от австрийской столицы. Австрийцев же в том районе было вдвое меньше. После первых схваток Леопольд I отступил в Линц с 80 000 беженцев.
В знак поддержки король Польши летом 1683 года прибыл в Вену, демонстрируя тем самым готовность выполнить свои обязательства. Ради этого он даже оставил свою страну незащищённой. Чтобы уберечь Польшу от иноземного вторжения во время своего отсутствия, он пригрозил Имре Тёкёли разорить дотла его земли, если тот посягнёт на польскую землю.

## Осада Вены
Основные силы турок прибыли под Вену 14 июля. В тот же день Кара Мустафа отправил в город ультиматум о сдаче города:

Если станете мусульманами, то уцелеете… Если же будете сопротивляться, то по милости Всевышнего Вена будет… завоёвана и взята, а тогда никому не будет пощады, никто не спасётся.

Император Леопольд покинул Вену. Командир оставшихся 11 000 солдат, 5000 ополченцев и 370 пушек, граф Эрнст Рюдигер фон Штаремберг наотрез отказался капитулировать. За несколько дней до этого он получил страшное известие о резне в городе Перхтольдсдорфе, расположенном к югу от Вены. Власти этого города приняли предложение о сдаче, тем не менее турки его вероломно нарушили и учинили резню.
Жители Вены снесли многие дома вне городских стен, чтобы оставить осаждающих без прикрытия. Это дало возможность вести по туркам шквальный огонь, если бы те сразу пошли на приступ. В ответ Кара Мустафа приказал рыть в направлении города длинные траншеи, чтобы оградить своих солдат от огня.
Хотя у турок имелась отличная артиллерия из 300 орудий, укрепления Вены были очень крепкими, построенными по последнему слову тогдашней фортификационной науки. Поэтому туркам пришлось прибегнуть к минированию массивных городских стен.
У турецкого командования было два варианта взятия города: либо ринуться всеми силами на приступ (что вполне могло привести к победе, так как их было почти в 20 раз больше, чем защитников города), либо осадить город. Турки выбрали второй вариант.
Казалось бы, турки поступили нелогично, однако штурм грамотно укреплённого города всегда стоит осаждающим огромных жертв. Осада же была прекрасным способом взять город при минимуме потерь, и туркам это почти удалось. Единственное, чего они не приняли в расчёт, — это время. Их неторопливость в деле захвата Вены, предшествовавшее этому неспешное продвижение армии вглубь Австрии привели к тому, что главные силы христиан подоспели вовремя.
Турки перерезали все пути снабжения осаждённого города продовольствием. Гарнизон и жители Вены оказались в отчаянном положении. Истощение и страшная усталость стали настолько острыми проблемами, что граф фон Штаремберг приказал казнить любого, кто заснёт на своём посту. К концу августа силы осаждённых были практически полностью исчерпаны, но как раз в это время герцог Лотарингский Карл V разбил Имре Тёкёли при Бизамберге, в 5 км к северо-востоку от Вены.
6 сентября польская армия перешла Дунай у города Тульна, в 30 км к северо-западу от Вены, и соединилась с остальными войсками Священной Лиги, действия которой к тому времени уже благословил Папа Иннокентий XI. И только лишь Людовик XIV, противник Габсбургов, не только отказался помогать союзникам, но и воспользовался ситуацией для нападения на южную Германию.
В начале сентября 5000 опытных турецких сапёров взорвали один за другим значительные участки городских стен: Бургский бастион, Лёбельский бастион и Бургский равелин. В итоге образовались бреши шириной в 12 метров. Австрийцы же пытались рыть свои туннели, чтобы помешать турецким сапёрам. Однако 8 сентября турки всё же заняли Бургский равелин и Низовую стену. И тогда осаждённые приготовились сражаться в самом городе.

## Силы сторон

### Османская армия
Численность собственно османской армии оценивается в 90 тысяч человек, в числе которых было 12 тыс. янычар. Остальные были союзные отряды крымских татар (30-40 тыс. всадников), венгерская армия Имре Текели (20 тыс.), молдавское и валашское ополчение. Общая численность османской армии доходила до 175 тыс. Движение армии началось от Эдирне через Белград к австрийской границе под руководством великого визиря Кара-Мустафы.

### Армия Священной Лиги
Решающее сражение произошло 11 сентября, когда к Вене подошли объединённые силы Священной Лиги с главнокомандующим — королём Польским и Великим князем Литовским Яном III Собеским:
- 26 000 солдат его собственного войска: 25 гусарских рот, 77 панцирных рот, 31 рота лёгкой кавалерии, пехота, драгуны, 28 пушек и 250 артиллеристов[17], 150 реестровых солдат[18];
- 18 400 австрийцев (из них 8100 кавалеристов), 70 пушек — под командованием герцога Лотарингского Карла V;
- 20 000 баварских, франконских и швабских солдат с 38 пушками — под командованием принца Георга Фридриха Вальдекского;
- 9000 саксонцев (из них 7000 пехотинцев) с 16 пушками, ведомых курфюрстом Саксонии Иоганном Георгом III;

Всего 84 450 человек (из них 3 тысячи охраняли барабанщиков и в битве не участвовали) и 152 пушки.

## Перед битвой
Союзным христианским силам приходилось действовать быстро. Нужно было спасти город от турок, иначе союзникам пришлось бы самим осаждать захваченную Вену. Несмотря на многонациональность и разнородность союзных сил, союзники всего лишь за шесть дней наладили чёткое командование войсками. Ядром войск стала польская тяжёлая кавалерия под командованием короля Польши. Боевой дух солдат был силён, ибо они шли в бой не во имя интересов своих королей, а во имя христианской веры. К тому же, в отличие от крестовых походов, война велась в самом сердце Европы.
Кара Мустафа же, имея в своём распоряжении достаточно времени для организации успешного противостояния силам союзников, подъёма боевого духа своих солдат, не сумел как следует воспользоваться такой возможностью. Он доверил защиту тыла крымскому хану и его кавалерии из 30-40 тысяч всадников.
Хан же чувствовал себя униженным оскорбительным обращением со стороны турецкого главнокомандующего. Поэтому он отказался атаковать польские войска на их пути через горы. И не одни только татары игнорировали приказы Кара Мустафы.
Помимо татар, турки не могли положиться и на молдаван и валахов, у которых были веские причины не любить Османскую империю. Турки не только обложили Молдавию и Валахию тяжкой данью, но и постоянно вмешивались в их дела, смещая местных правителей и ставя на их место своих марионеток. Когда князья Молдавии и Валахии узнали о завоевательных планах турецкого султана, они постарались предупредить об этом Габсбургов. Они также попытались уклониться от участия в войне, но турки принудили их. Есть много легенд о том, как молдавские и валашские пушкари заряжали свои орудия соломенными ядрами и стреляли ими по осаждённой Вене.
Из-за всех этих разногласий союзная армия сумела подойти к Вене. Герцог Лотарингии Карл V собрал войско на немецких территориях, которое получило усиление за счёт своевременного прибытия армии Собеского. Осада Вены длилась уже восьмую неделю, когда армия прибыла на северный берег Дуная. Войска Священной Лиги прибыли на Каленберг (Лысую гору), господствовавшую над городом, и дали знать осаждённым о своём прибытии при помощи сигнальных ракет. На военном совете союзники пришли к решению переправиться через Дунай в 30 км выше по течению и наступать на город через венские леса. Ранним утром 12 сентября, перед самой битвой, для польского короля и его рыцарей была отслужена месса.

## Битва
Битва началась до того, как все силы христиан были развёрнуты. В 4 часа утра турки атаковали, чтобы помешать союзникам как следует построить свои силы. Карл Лотарингский и австрийские войска контратаковали с левого фланга, в то время как немцы атаковали центр турок.
Тогда Кара Мустафа в свою очередь контратаковал, а часть элитных янычарских подразделений оставил для штурма города. Он хотел захватить Вену до прибытия Собеского, но было уже поздно. Турецкие сапёры прорыли туннель для полномасштабного подрыва стен, но пока они его засыпа́ли для усиления мощности взрыва, австрийцы успели прорыть встречный туннель и нейтрализовать мину.
Пока турецкие и австрийские сапёры состязались в скорости, наверху шла яростная битва. Польская кавалерия нанесла мощный удар по правому флангу турок. Последние же сделали основную ставку не на разгром союзных армий, а на срочный захват города. Эта ошибка их и погубила.
После 12 часов битвы поляки продолжали прочно держаться на правом фланге турок. Христианская конница весь день простояла на холмах и наблюдала за битвой, в которой пока участвовали в основном пехотинцы. Примерно в 17 часов разделённая на четыре части кавалерия пошла в атаку. Одна из этих частей состояла из австро-германских всадников, а остальные из кавалерии Речи Посполитой (треть — из поляков и две третьих — из подданных Великого Княжества Литовского). 20 000 кавалеристов (одна из крупнейших кавалерийских атак в истории) под личным командованием Яна Собеского спустились с холмов и прорвали ряды турок, и без того сильно уставших после целого дня битвы на два фронта. Христианские всадники ударили прямо по турецкому лагерю, в то время как гарнизон Вены выдвинулся из города и присоединился к контратаке.
Османские войска были не только физически измотаны, но и пали духом после провала попытки подорвать стены и ворваться в город. А нападение кавалерии заставило их отступить на юг и на восток. Менее чем через три часа после атаки своей кавалерии христиане одержали полную победу и спасли Вену.
После битвы Ян Собеский перефразировал знаменитое изречение Юлия Цезаря, сказав: «Venimus, Vidimus, Deus vicit» — «Мы пришли, мы увидели, Бог победил».

## Последствия битвы
Турки потеряли не менее 15 тыс. человек убитыми и ранеными; свыше 5 тыс. мусульман попало в плен. Союзники захватили все османские пушки. При этом потери союзников составили 4,5 тыс. человек. Хотя турки и отступали в страшной спешке, они всё же успели перебить всех австрийских пленных, за исключением нескольких дворян, оставленных в живых с расчётом получить за них выкуп.
Добыча, попавшая в руки христиан, была огромна. Спустя несколько дней в письме к своей жене Ян Собеский писал:

«Мы захватили неслыханные богатства… палатки, овец, скот и немалое число верблюдов… Это победа, равной которой ещё не было, враг полностью уничтожен и всего лишился. Им остаётся только бежать, спасая свои жизни… Командир Штаремберг обнимал и целовал меня и называл меня своим спасителем».

Это бурное выражение благодарности не помешало Штарембергу приказать немедленно начать восстановление сильно повреждённых укреплений Вены — на случай турецкого контрудара. Однако это оказалось излишним. Победа под Веной положила начало отвоёвыванию Венгрии и (временно) некоторых балканских стран.
Турки расправились с потерпевшим сокрушительное поражение Кара Мустафой: 25 декабря 1683 года Кара Мустафа-паша по приказу командира янычар был казнён в Белграде (удавлен шёлковым шнурком, за каждый конец которого тянули несколько человек).

## Историческое значение
Хотя в то время ещё никто этого не знал, битва под Веной предопределила ход всей войны. Турки безуспешно сражались последующие 16 лет, потеряв Венгрию и Трансильванию, пока окончательно не признали своё поражение. Конец войне был положен Карловицким миром.
Политика Людовика XIV предопределила ход истории на столетия вперёд: немецкоговорящие страны были вынуждены вести войны одновременно и на Западном, и на Восточном фронте. Пока германские войска сражались в составе Священной Лиги, Людовик воспользовался этим, завоевав Люксембург, Эльзас и Страсбург, разорил огромные территории на юге Германии. А Австрия не могла оказать немцам никакой поддержки в их войне с Францией, пока шла война с турками.
В честь Яна Собеского австрийцы построили в 1906 году церковь в честь св. Иосифа на вершине холма Каленберг, к северу от Вены. Железнодорожная трасса Вена — Варшава также названа в честь Собеского. Созвездие Щит Собеского также было названо в его честь.
Польско-австрийская дружба недолго длилась после этой победы, так как Карл V Лотарингский принялся принижать роль Яна III Собеского и польского войска в битве. Ни сам Собеский, ни Речь Посполитая от спасения Австрии ничего существенного не выиграли. Напротив, битва под Веной ознаменовала зарождение будущей Австрийской империи (1804—1867) и падение Речи Посполитой. В 1772 и 1795 годах Габсбурги приняли участие в первом и третьем разделах Речи Посполитой, в результате чего это государство исчезло с политической карты Европы. Показательно высказывание Николая I: «Самым глупым из польских королей был Ян Собеский, а самым глупым из русских императоров — я. Собеский — потому, что спас Австрию в 1683-м, а я — потому, что спас её в 1848-м». Он имел в виду, что Крымская война была проиграна Россией в первую очередь из-за вероломства Австрии: половину своей армии Россия вынуждена была держать на австрийской границе во избежание «удара в спину».

### Религиозное значение
В память о победе над мусульманами, поскольку Собеский поручил своё королевство заступничеству Девы Марии Ченстоховской, папа Иннокентий XI постановил отмечать праздник Святого Имени Марии не только в одной Испании и Неаполитанском королевстве, но и во всей Церкви. В литургическом календаре Римско-Католической Церкви это 12 сентября.
Из металла трофейных орудий, завоёванных в битве, в 1711 году для Собора Святого Стефана был отлит колокол Пуммерин.

## В культуре
- По легенде, именно после победы в Венской битве в городе начали пить кофе и появились кофейни.
- Ян Собеский получил в подарок от императора Леопольда драгоценную саблю, которая ныне хранится в запаснике музея украинского города Тернополь.
- Австрийский композитор Иоганн Йозеф Фукс увековечил битву в своей партите Turcaria, которая имеет подзаголовок «Музыкальный портрет осады Вены турками в 1683 году»[20].
- Генрик Сенкевич посвятил Венской битве роман «На поле славы» (1906).
- Владимир Малик описал Венскую битву в романе «Шёлковый шнурок» (1977).
- В 2012 году на экраны вышел художественный фильм «Одиннадцатое сентября 1683 года» режиссёра Ренцо Мартинелли[англ.].
- В 2013 году в Вене (гора Леопольдсберг) установлен памятник запорожским казакам, принявшим участие в сражении на стороне «Священной лиги».
- Венской битве и вкладу крылатых гусар в победу австрийской стороны посвящена песня «Winged Hussars» группы «Sabaton» с альбома «The Last Stand» (2016).
- Осада Вены и битва под ее стенами в значительной степени послужили источником вдохновения для Дж.Р.Р. Толкина при создании истории осады Минас-Тирита в третьей части романа "Властелин колец". Атаке крылатых гусар соответствует атака роханской кавалерии . Оба города имели могучие стены округлой формы, с выдающимися вперёд зубцами бастионов. Минас Тирит часто именовали Белым городом, название же Вены восходит к кельтскому "Виндобонна" – Светлый город. Пожилой, благородный и смелый король Рохана Теоден соответствует Яну III Собесскому, который, несмотря на возраст в 54 года, также лично привёл свою кавалерию к Вене из-за Карпатских гор.